# أليكس كريسنو
أليكس كريسنو (بالإنجليزية: Alex Crisano)‏ مواليد 26 فبراير 1976 في بروكلين، نيويورك، هو لاعب كرة سلة أمريكي فلبيني سابق. بدأ مسيرته الاحترافية في سنة 1999. حمل الرقم 43. اعتزل اللعب في 2012.

## المسيرة الاحترافية
لعب مع بارانجي جينبرا سان ميغيل في موسم 2000–2001، ثم لعب مع تي إن تي كاتروبا في سنة 2002، ثم لعب مع بارانجي جينبرا سان ميغيل من سنة 2003 إلى 2009، ثم لعب مع باوريد تايغرز في موسم 2011–2012.